# Гармоні (округ Рок, Вісконсин)
Гармоні (англ. Harmony) — місто (англ. town) в США, в окрузі Рок штату Вісконсин. Населення — 2569 осіб (2010).

## Демографія
Згідно з переписом 2010 року, у місті мешкало 2569 осіб у 906 домогосподарствах у складі 772 родин. Було 935 помешкань
Расовий склад населення:
| - 98,0 % — білих - 0,9 % — азіатів - 0,2 % — чорних або афроамериканців |

До двох чи більше рас належало 0,7 %. Частка іспаномовних становила 1,8 % від усіх жителів.
За віковим діапазоном населення розподілялося таким чином: 27,1 % — особи молодші 18 років, 61,7 % — особи у віці 18—64 років, 11,2 % — особи у віці 65 років та старші. Медіана віку мешканця становила 42,7 року. На 100 осіб жіночої статі у місті припадало 103,6 чоловіків; на 100 жінок у віці від 18 років та старших — 104,8 чоловіків також старших 18 років.
Середній дохід на одне домашнє господарство становив 106 356 доларів США (медіана — 85 855), а середній дохід на одну сім'ю — 113 721 долар (медіана — 93 493). Медіана доходів становила 70 303 долари для чоловіків та 53 000 доларів для жінок. За межею бідності перебувало 2,7 % осіб, у тому числі 4,5 % дітей у віці до 18 років та 4,1 % осіб у віці 65 років та старших.
Цивільне працевлаштоване населення становило 1426 осіб. Основні галузі зайнятості: освіта, охорона здоров'я та соціальна допомога — 22,0 %, виробництво — 18,5 %, роздрібна торгівля — 11,0 %, транспорт — 7,2 %.